# Wspólnota administracyjna Monheim
Wspólnota administracyjna Monheim – wspólnota administracyjna (niem. Verwaltungsgemeinschaft) w Niemczech, w kraju związkowym Bawaria, w rejencji Szwabia, w regionie Augsburg, w powiecie Donau-Ries. Siedziba wspólnoty znajduje się w mieście Monheim.
Wspólnota administracyjna zrzesza jedno miasto (Stadt) oraz cztery gminy wiejskie (Gemeinde): 
- Buchdorf, 1 641 mieszkańców, 16,80 km²
- Daiting, 783 mieszkańców, 25,44 km²
- Monheim, miasto, 4 940 mieszkańców, 69,36 km²
- Rögling, 637 mieszkańców, 10,74 km²
- Tagmersheim, 1 058 mieszkańców, 15,93 km²